# Pachnoda ephiappiata
Pachnoda ephiappiata är en skalbaggsart som beskrevs av Gerstaecker 1867. Pachnoda ephiappiata ingår i släktet Pachnoda och familjen Cetoniidae.

## Underarter
Arten delas in i följande underarter:
- P. e. falkei
- P. e. francoisi